# James Turrell
James Turrell (Los Angeles, 6 mei 1943) is een Amerikaans kunstenaar die zich voornamelijk richt op het gebruik van licht en ruimte.

## Biografie
James Turrell behaalde in 1965 een bachelor psychologie aan het Pomona College in Claremont. Hij studeerde er ook wiskunde, geologie en astronomie. Turrell nam in 1966 deel aan het Studio Art-programma aan de universiteit van Californië, Irvine, waar hij werk maakte met behulp van lichtprojecties. Zijn studie werd onderbroken toen hij werd gearresteerd omdat hij medestudenten hielp om hun dienstplicht, en zo de Vietnamoorlog, te ontwijken. Hij bracht ongeveer een jaar door in de gevangenis. Op jonge leeftijd haalde hij een vliegbrevet om lichtfenomenen te bestuderen en op zoek te gaan naar geschikte locaties voor zijn installaties. Voor zijn vroege werken maakte Turrell onder andere gebruik van projecties en kunstlicht. Later gaat hij steeds meer daglicht gebruiken. In 1973 ontving hij een master in de kunst van de Claremont Graduate University en in 1976 had Turrell een eerste grote solotentoonstelling in het Stedelijk Museum te Amsterdam.
Het Haagse Centrum voor Beeldende Kunst nodigde Turrell in 1992 uit om een werk in de duinen van Kijkduin, Den Haag te maken. De kunstenaar bouwde een ellipsvormige (volgens Turrell de ideale vorm om de hemel te ervaren als een koepel) ruimte tussen de duinen met een korte tunnel als ingang. Het werk is een verkleinde versie van zijn nog niet voltooide Roden Crater. Op 21 september 1996 werd het werk, met de naam Hemels Gewelf, voorgesteld.
In 2004 ontving hij een eredoctoraat van Haverford College.
In 2009 opende het James Turrell Museum als onderdeel van The Hess Art Collection in Molinos, Argentinië.
Op 28 juli 2014 ontving Turrell de National Medal of Arts, de belangrijkste Amerikaanse kunstprijs, van president Barack Obama.

## Werk
James Turrell werkt niet met conventionele middelen om zijn werken te creëren. Zijn ‘materiaal’ is vaak licht, voornamelijk daglicht. Het oeuvre van James Turrell bestaat uit lichtinstallaties (sculpturale, geometrische vormen van licht die in een daarvoor ontworpen ruimte geïnstalleerd worden), en skyspaces. James Turrell begon in de jaren '60 met het bouwen van deze skyspaces, ruimtes met enkel een opening in het dak zodat alle aandacht naar de lucht gaat. In 2007 had Turrell al zo'n 36 skyspaces afgewerkt, onder andere in België, Israël, Vorarlberg in Oostenrijk (Skyspace Lech) de Verenigde Staten, het Verenigd Koninkrijk en Japan. Al het werk van James Turrell kan gezien worden als voorstudies voor zijn meesterwerk Roden Crater.

## Roden Crater
Sinds 1972 is James Turrell bezig om een dode vulkaan in de woestijn van Arizon om te vormen tot een enorm observatorium om licht, tijd en ruimte te observeren. De krater is 400 000 jaar oud en meet op het hoogste punt zo'n 182 meter. Het werk bestaat uit 21 kamers, waarvan er al elf afgewerkt zijn, die met elkaar verbonden zijn via een gangenstelsel. Iedere kamer is gericht op het waarnemen van een specifiek fenomeen uit het luchtruim, zo is er bijvoorbeeld een kamer voor de zon en de maan.

## Werk in openbare collecties (selectie)
- Raemar, Blue (1969), Tate Modern, Londen
- Wedgework III (1969), Museum De Pont, Tilburg
- Skyspace I (1974), Guggenheim, New York
- Deep Sky (1985), Stedelijk Museum, Amsterdam
- 6 M Skyspace (1998), M HKA, Antwerpen
- Skyspace (2016), Museum Voorlinden, Wassenaar